# Wayne So'oialo
Leatinu’u FaumuināAsi Pauli Wayne So’oialo, dit également Leatinu’u Faumuinā Wayne Fong, né le 15 juin 1959, est un homme politique samoan.

## Biographie
Après sa scolarité passée principalement aux Samoa (avec un an en Nouvelle-Zélande), il suit une formation commerciale aux États-Unis et une formation en droit civil au campus samoan de l'université du Pacifique Sud. Dans les années 1980 il travaille dans l'administration de la compagnie aérienne samoane Polynesian Airlines, avant de gérer une compagnie de transport maritime. 
Il est élu à l'Assemblée législative des Samoa aux élections législatives de 2016, avec l'étiquette du Parti pour la protection des droits de l'homme (PPDH, droite) ; étant d'ascendance partiellement non-autochtone, il est élu député des citoyens non-autochtones de la circonscription couvrant l'ouest du pays, battant le député sortant Maualaivao Pat Ah Him,,. En juillet 2020, il est exclu du PPDH pour s'être opposé à un projet de loi de réforme constitutionnelle restreignant le pouvoir judiciaire et l'indépendance de la justice. En octobre il adhère au nouveau parti d'opposition FAST, et perd de ce fait son siège de député, la loi ne permettant pas à un député de changer d'étiquette politique en cours de législature,. 
Il retrouve un siège aux élections législatives de 2021, remportant la 2e circonscription du village de Faleata. Le parti FAST remporte ces élections, et la nouvelle Premier ministre Fiame Naomi Mata'afa le nomme ministre du Commerce, des Industries et du Travail, ministre des Entreprises publiques, ministre des Infrastructures sportives, ministre pour la compagnie Samoa Airways, et ministre des Petites entreprises, dans son gouvernement. Le 6 septembre 2023, à l'occasion d'un remaniement ministériel, il cède à Leota Laki Lamositele Sio le ministère du Commerce, de l'Industrie et du Travail, mais conserve ses autres portefeuilles ministériels.
Le 10 janvier 2025, la Première ministre limoge Laauli Leuatea Schmidt de son poste de ministre de l'Agriculture et des Pêcheries, en raison de son inculpation pour faux, harcèlement, diffamation et entrave à la justice. En réaction, le 15 janvier, vingt membres du groupe parlementaire du parti s'assemblent et, sous la direction de Laauli Leuatea Schmidt, votent l'exclusion du parti de Fiame Naomi Mata'afa, de Wayne So'oialo et de quatre autres ministres loyaux envers Fiame Naomi Mata'afa. Ils élisent Laauli Leuatea Schmidt comme chef du parti.